# Брейнтрим Тауншип (округ Вайомінг, Пенсільванія)
Брейнтрим Тауншип (англ. Braintrim Township) — селище (англ. township) в США, в окрузі Вайомінг штату Пенсільванія. Населення — 461 особа (2020).

## Демографія
Згідно з переписом 2010 року, у селищі мешкали 502 особи в 208 домогосподарствах у складі 137 родин. Було 313 помешкання
Расовий склад населення:
| - 99,0 % — білих - 0,2 % — азіатів |

До двох чи більше рас належало 0,0 %. Частка іспаномовних становила 2,2 % від усіх жителів.
За віковим діапазоном населення розподілялося таким чином: 24,3 % — особи молодші 18 років, 62,0 % — особи у віці 18—64 років, 13,7 % — особи у віці 65 років та старші. Медіана віку мешканця становила 36,4 року. На 100 осіб жіночої статі у селищі припадало 94,6 чоловіків;  на 100 жінок у віці від 18 років та старших — 95,9 чоловіків також старших 18 років.
Середній дохід на одне домашнє господарство  становив 71 752 долари США (медіана — 55 000), а середній дохід на одну сім'ю — 82 627 доларів (медіана — 62 813). Медіана доходів становила 37 250 доларів для чоловіків та 27 000 доларів для жінок. За межею бідності перебувало 13,5 % осіб, у тому числі 24,4 % дітей у віці до 18 років та 5,8 % осіб у віці 65 років та старших.
Цивільне працевлаштоване населення становило 221 особа. Основні галузі зайнятості: освіта, охорона здоров'я та соціальна допомога — 20,4 %, роздрібна торгівля — 18,1 %, виробництво — 16,3 %.